# Паллавичини, Иоганн фон
Иоганн фон Паллавичини (венг. Pallavicini János őrgróf, нем. Johann Markgraf von Pallavicini, 18 марта 1848 — 4 мая 1941) — австро-венгерский дипломат, маркиз. Последний посол Австро-Венгрии в Османской империи.

## Биография
Происходил из старинного итальянского дворянского рода Паллавичино. Родился в Падуе. Учился в Эденбурге и Вене, затем поступил на австро-венгерскую дипломатическую службу.
В 1871 году назначен атташе посольства в Германии, в 1878 — во Франции, в 1880 году в Великобритании. В 1887 году стал секретарём посольства в Сербии. В 1894 работал адвокатом в Мюнхене, в этом же году назначен на дипломатическую работу в Россию. В январе 1899 году стал посланником в Румынии.
5 октября 1906 года назначен послом в Османской империи. В 1911 году во время болезни графа фон Эренталя временно исполнял обязанности министра иностранных дел Австро-Венгрии. В 1908 году выступал против аннексии Боснии.
После начала Первой мировой войны добился вступления Турции в войну на стороне Центральных держав. В 1915 году сообщал о проводившихся в стране пребывания репрессиях против армянского населения.
В апреле 1917 года маркиз фон Паллавичини отказался от предложения императора Карла I стать министром иностранных дел.
Кавалер Большого креста Ордена Святого Стефана (1917). Член верхней палаты парламента Венгрии (с 1927).
Умер в Пустарадвани (Pusztaradvány), в Венгрии 4 мая 1941 года в собственном замке.